# Chorebus lonchopterae
Chorebus lonchopterae är en stekelart som först beskrevs av Ruschka 1926.  Chorebus lonchopterae ingår i släktet Chorebus och familjen bracksteklar. Inga underarter finns listade i Catalogue of Life.